# Abdoul Aziz Siahoune
Abdoul Aziz Siahoune (ur. 10 kwietnia 1994) – iworyjski piłkarz grający na pozycji środkowego obrońcy. Od 2022 jest zawodnikiem klubu LYS Sassandra.

## Kariera klubowa
Swoją piłkarską karierę Siahoune rozpoczął w klubie AS Tanda. W jego barwach zadebiutował w sezonie 2015/2016 w pierwszej lidze iworyjskiej. W debiutanckim sezonie wywalczył z nim mistrzostwo Wybrzeża Kości Słoniowej. W latach 2016–2018 grał w ASI Abengourou, a w latach 2018-2021 w gabońskim AS Mangasport. W sezonie 2018 został z nim mistrzem Gabonu. W 2022 przeszedł do LYS Sassandra.

## Kariera reprezentacyjna
W reprezentacji Wybrzeża Kości Słoniowej Siahoune zadebiutował 14 stycznia 2023 w przegranym 0:1 meczu Mistrzostw Narodów Afryki 2022 z Senegalem, rozegranym w Annabie.